# Vladimír Šrámek (překladatel)
Vladimír Šrámek (6. září 1893 Libochovice – 4. května 1969 Praha) byl český divadelní režisér a překladatel ze staré řečtiny, latiny a němčiny.

## Život
Vladimír Šrámek vystudoval na Univerzitě Karlově práva, tam rovněž získal i titul JUDr., profesně však tíhl k divadelnímu řemeslu. V průběhu času se věnoval divadelní režii a dramaturgii, nezřídka i hrál (epizodicky rovněž ve filmu), soustavně překládal starověké divadelní hry z řečtiny a latiny.
Před odchodem na odpočinek zastával i funkci režiséra a ředitele (1950–1951) v královéhradeckém Krajském oblastním divadle, dnes Klicperově divadle.

## Literární dílo – překlady
Na rozdíl od uznávaného klasického filologa Otmara Vaňorného, který ve svém překladu Iliady i Odysseie zachoval hexametr, Vladimír Šrámek použil při překladu obou eposů volný verš a zvolil moderní básnický jazyk. Klasičtí filologové měli k tomuto přístupu výhrady, ale zároveň oceňovali básnickou krásu Šrámkova textu. Odysseia ve Šrámkově překladu vyšla poprvé v roce 1940 a u čtenářů měla velký úspěch.
Jan Křesadlo ve svém díle Astronautilía (Hvězdoplavba) zpochybňuje Šrámkův překlad ze starořečtiny a tvrdí, že minimálně Odysseiu prokazatelně přeložil z německého překladu Vossova.
- Aischylos: Oresteia, z řeckého originálu (Praha, 1946, 1956)
- Aischylos: Peršané, z řeckého originálu (Praha, 1954, 1994)
- Aischylos, Sofoklés, Eurípidés: Řecká dramata (Oresteia, Král Oidipús, Antigoné, Médeia), z řeckého originálu přeložili Vladimír Šrámek a Ferdinand Stiebitz (Praha, 1976)
- Aristofanés: Lysistrata, z řeckého originálu (Praha, 1961)
- Aristofanés: Uprchlíci, z řeckého originálu (Praha, 1954)
- Johann Wolfgang von Goethe: Egmont, z německého originálu (Praha 1963)
- Friedrich Schiller: Marie Stuartovna, z německého originálu (Praha, 1957)
- Friedrich Schiller: Úklady a láska, z německého originálu (Praha, 1953)
- Friedrich Schiller: Valdštejn; Marie Stuartovna; Panna Orleánská, (přeložil Valter Feldstein: Panna orleánská a Vladimír Šrámek: Valdštejn a Marie Stuartovna), z německého originálu (Praha, 1958)
- Homér: Odysseia, z řeckého originálu (Praha, 1940, 1945, 1987, 2012)
- Homér: Ilias, z řeckého originálu (Praha, 2010)
- Menandros: Čí je to dítě?, z řeckého originálu (Praha, 1956)
- Menandros: Dědek, z řeckého originálu (Praha, 1962)
- Publius Terentius Afer: Formio, z latinského originálu (Praha, 1960, 1969 jako Kleštěnec; Formio)
- Publius Terentius Afer: Kleštěnec, z latinského originálu (Praha, 1962, 1969 jako Kleštěnec; Formio)
- Sextus Propertius: Elegie, z latinského originálu (Praha, 1962)
- Titus Maccius Plautus: Pseudolus, z latinského originálu (Kladno, 1946)

Vladimír Šrámek přebásnil i staré židovské a křesťanské texty:
- Starý zákon ve 4 svazcích, překlad z původních jazyků (hebrejštiny a aramejštiny) z let 1947–1951.
- Píseň o luku: starožidovská poezie (Praha, 1968)